# Lübecks voetbalkampioenschap 1913/14
In 1913/14 werd het zesde Lübecks voetbalkampioenschap gespeeld, dat georganiseerd werd door de Noord-Duitse voetbalbond. De bond had dit jaar een grote competitie opgezet voor Noord-Duitsland, de NFV-Liga. De beste clubs uit de competities werden toegelaten en de stadscompetities werden de tweede klasse, althans voor één seizoen. Omdat de club uit Lübeck te licht bevonden werden mocht er geen club in de NFV-liga starten en bleven ze in hun eigen competitie.

## Eindstand
| Plaats | Club                     | Wed. | W | G | V | Saldo | Ptn |
| ------ | ------------------------ | ---- | - | - | - | ----- | --- |
| 1.     | Lübecker TS              | 4    | 3 | 1 | 0 | 17:4  | 7:1 |
| 2.     | BC 03 Lübeck             | 4    | 2 | 1 | 1 | 10:13 | 5:3 |
| 3.     | FC Alemannia 1904 Lübeck | 4    | 0 | 0 | 4 | 8:18  | 0:8 |

|  | Kampioen |